# Meleğim
Singles par Soolking
Bébé allô
(2019) Maryline
(2020)
Singles par Dadju
10/10
(2020) Bobo au cœur
(2020)
Clip vidéo
[vidéo] « Meleğim », sur YouTube
Meleğim est un single du chanteur et rappeur algérien Soolking en featuring avec le chanteur français Dadju. Elle est sortie le 7 février 2020 en tant que deuxième extrait de son deuxième album Vintage. Soolking a écrit la chanson avec Dadju et Raphaël Nyadjiko, ce dernier est également producteur du titre.
La chanson, dont le titre signifie « mon ange » en turc, a atteint la 2e place du classement français et a été certifié disque de diamant par le SNEP. Elle s'est également classée dans les classements flamands, wallons et suisse.
Le tournage du clip a eu lieu à Istanbul, en Turquie.

## Crédits
Crédits provenant de Tidal.
- Soolking – voix, auteur
- Dadju – voix, auteur
- Raphaël Nyadjiko – composition, production, programmation

## Classements et certifications

### Classements
| Classement (2020)                        | Meilleure position |
| ---------------------------------------- | ------------------ |
| Belgique (Flandre Ultratip 100)          | 41                 |
| Belgique (Flandre Ultratop R&B/Hip-Hop)  | 33                 |
| Belgique (Wallonie Ultratop 50 Singles)  | 26                 |
| Belgique (Wallonie Ultratop R&B/Hip-Hop) | 7                  |
| France (SNEP)                            | 2                  |
| France (SNEP Ventes)                     | 4                  |
| France (SNEP Radio)                      | 7                  |
| Suisse (Schweizer Hitparade)             | 52                 |

| Classement (2020) | Meilleure position |
| ----------------- | ------------------ |
| France (SNEP)     | 14                 |

### Certifications
| Pays           | Certification | Date              | Ventes  |
| -------------- | ------------- | ----------------- | ------- |
| France (SNEP)  | Diamant       | 6 août 2020       | 333 333 |
| Belgique (BEA) | Or            | 29 septembre 2020 | 20 000  |

## Historique de sortie
| Région | Date           | Format                       | Label(s)               | Réf |
| ------ | -------------- | ---------------------------- | ---------------------- | --- |
| Divers | 7 février 2020 | - Téléchargement - streaming | - Affranchis - Capitol | ,   |

### NRJ Music Awards
| Année | Travail nommé                  | Récompense                           | Résultat |
| ----- | ------------------------------ | ------------------------------------ | -------- |
| 2020  | Soolking feat. Dadju - Meleğim | Collaboration francophone de l'année | Lauréat  |